# حرب السيمينول الثانية

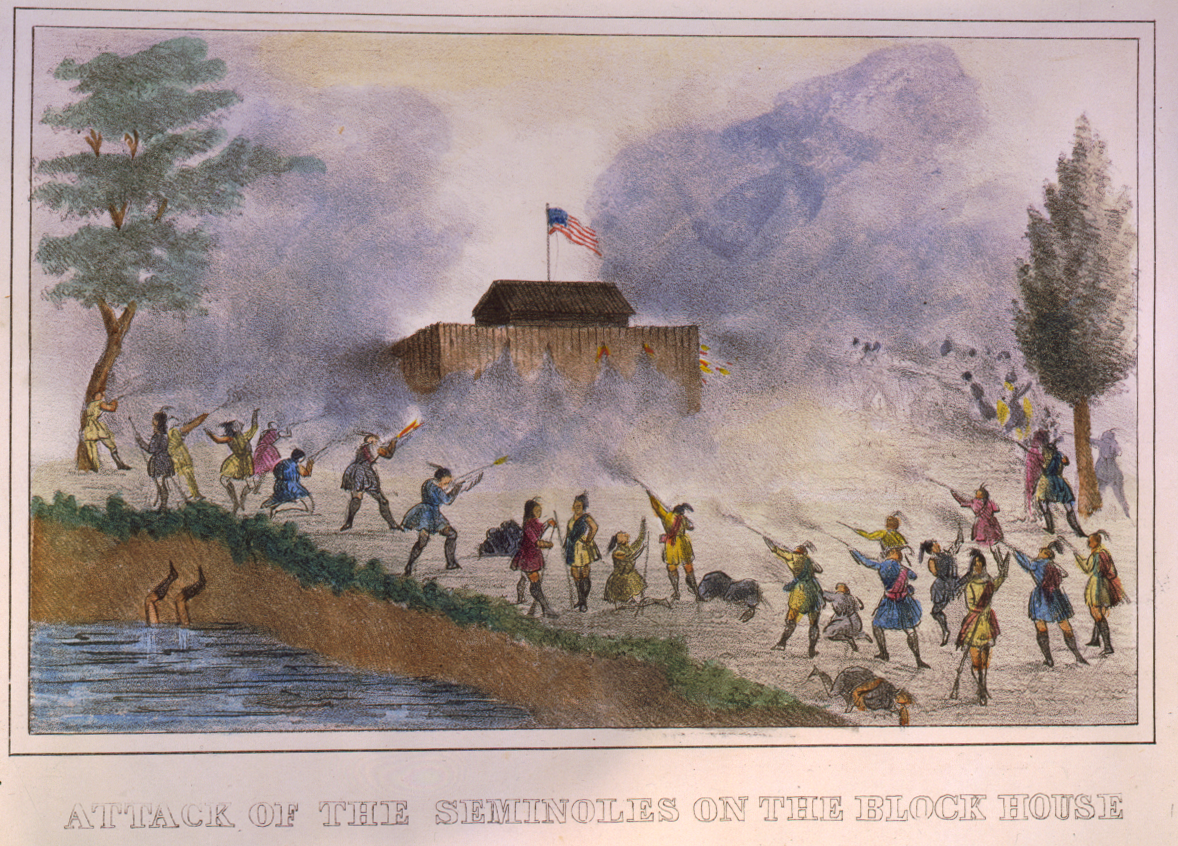
رسم عن الهجوم لمنزل أثناء حرب السيمينول الثانية

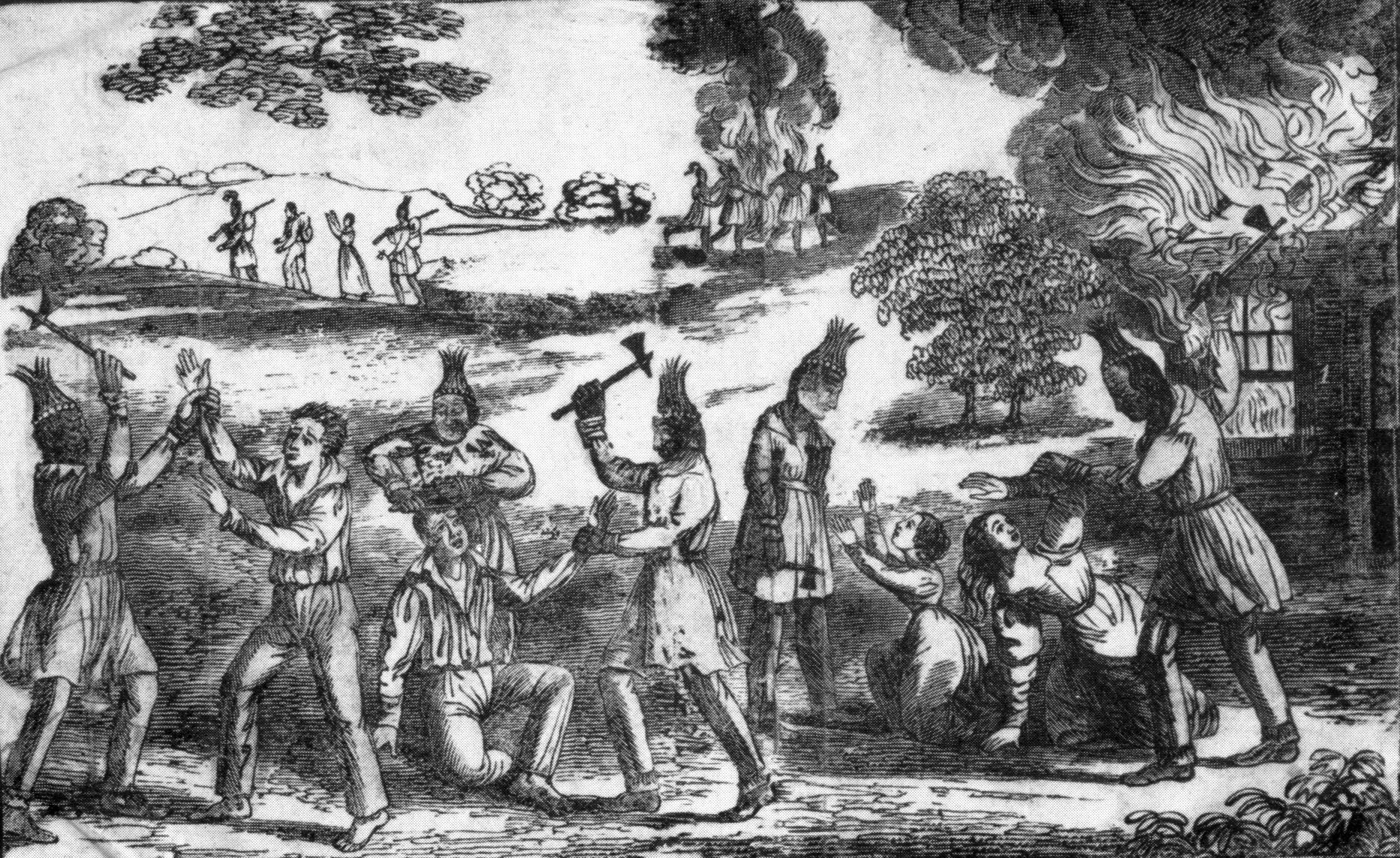
حادثة فلوريدا سنة 1836 والتي تعرض القرويون البيض للإنتهاك على يد إحدى قبائل سيمينول

حروب السيمينول الثانية (بالإنجليزية: Second Seminole War)‏ ، ويعرف حينها بحرب فلوريدا، وقعت حرب سيمينول الثانية من تاريخ 23 ديسمبر سنة 1835م إلى تاريخ 14 أغسطس سنة 1842م، وأنتهت الحرب بانتصار الجيش الأمريكي على قبائل السيمينول ونقلهم إجبارياً إلى إيفرجلادز جنوب فلوريدا الأمريكية. تعتبر حرب السيمينول الثانية -التي تدعى أحيانًا حرب السيمينول فقط- أكثر النزاعات مع الهنود الحمر دموية في تاريخ الولايات المتحدة.

## خلفية تاريخية
انتقلت مجموعات من قبائل مختلفة في جنوب شرق الولايات المتحدة إلى أراضٍ غير محتلة في فلوريدا في القرن الثامن عشر. تضمنت هذه القبائل الألاباما والتشوكتاو والياماسي واليوتشي وشعب كريك. كان شعب كريك أكبر هذه المجموعات، وتضمن الكريك الأدنى والكريك الأعلى، وكلًا من متحدثي اللغتين الهيتشيتية والمسكوكية. استقرت إحدى مجموعات متحدثي اللغة الهيتشيتية -والمعروفة باسم ميكاسوكي- حول ما يعرف اليوم باسم بحيرة ميكوسوكي قرب تالاهاسي. استقرت مجموعة أخرى من متحدثي اللغة الهيتشيتية حول سهل ألاتشوا في المنطقة المعروفة الآن باسم مقاطعة ألاتشوا. بدأت كنيسة سانت أوغسطين الإسبانية تدعو شعب كريك ألاتشوا باسم سيمارونز التي تعني بتصرف (الهمجيين) أو (الهاربين.) انتشر هذا الاسم ليشمل المجموعات الأخرى في فلوريدا، بالرغم من أن السكان الأصليين كانوا ما يزالون يعتبرون أنفسهم أفراد قبائل مختلفة. تضمنت مجموعات السكان الأصليين الأخرى التي سكنت فلوريدا في وقت حروب السيمينول (الهنود الإسبان) الذين دُعوا بهذا الاسم لأن الاعتقاد كان سائدًا بأنهم ينحدرون من شعب الكالوسا، و (هنود الرانشو) وأفرادًا من جذور أمريكية أصلية، ربما كلًا من كالوسا وكريك والأفراد المنتمين إلى أصل مختلط إسباني/أمريكي أصلي ويعيشون في معسكرات صيد السمك الإسبانية الكوبية على ساحل فلوريدا.
بعد أن أنهت اتفاقية باريس حرب الاستقلال الأمريكية وأعادت فلوريدا الشرقية والغربية إلى السيطرة الأمريكية أصبحت الولايات المتحدة الأمريكية وإسبانيا على خلاف مع بعضهما البعض حول فلوريدا. اعترضت الولايات المتحدة على حدود فلوريدا الغربية (التي كانت قد تحددت حين كانت المنطقة تحت السيطرة البريطانية). اتهم الأمريكيون السلطات الإسبانية بإيواء عبيد هاربين والفشل في احتواء السكان الأصليين الموجودين في فلوريدا ومنعهم من غزو الأراضي الأمريكية. بدءًا من عام 1810، احتلت الولايات المتحدة وضمت أجزاء من فلوريدا الغربية. في عام 1818 قاد الرئيس الأمريكي أندرو جاكسون عملية غزو لفلوريدا بجزأيها ما قاد إلى اندلاع حرب السيمينول الأولى.
حصلت الولايات المتحدة على فلوريدا من إسبانيا عن طريق معاهدة آدمز-أونيس في عام 1819 وسيطرو على الأرض في عام 1821. وعندما أصبحت فلوريدا جزءًا من الولايات المتحدة الأمريكية، ضغط المستعمرون على الحكومة من أجل التخلص من السيمينوليين. في عام 1823 تفاوضت الحكومة مع السيمينوليين للوصول إلى اتفاقية مولتري كريك، ما حدد وجود السيمينوليين  ضمن منطقة محمية خاصة بهم في منتصف فلوريدا. لكن 6 قادة قبائل سُمح لهم البقاء في قراهم على طول نهر أبالاتشيكولا.

## ما بعد الحرب
حصلت فلوريدا على السلام لبعض الوقت. كان معظم السكان الأصليين موجودون في المنطقة المحمية المخصصة لهم، لكن بعض الاشتباكات القليلة بقيت مستمرة. استمرت سلطات فلوريدا بالضغط على السكان الأصليين لمغادرة فلوريدا، واستمر السكان الأصليون من ناحيتهم بالحد من التعامل مع البيض لأدنى درجة ممكنة. مع مرور الوقت حدثت أحداث أخرى أكثر خطورة. قررت الحكومة مرة أخرى إزالة جميع الهنود الحمر من فلوريدا، وزادت الضغط على السيمينوليين حتى اضطروا إلى المواجهة والهجوم المضاد، ما قاد إلى بداية حرب السيمينول الثالثة بين عامي 1855 و 1858.

## وصلات خارجية
- Maps of North America showing the Second Seminole War (omniatlas.com)